# Eleições presidenciais portuguesas de 1991
As quartas eleições presidenciais portuguesas após o 25 de Abril de 1974 tiveram lugar a 13 de Janeiro de 1991.
A reeleição do presidente em exercício, Mário Soares, nunca esteve em dúvida, especialmente depois de o primeiro-ministro Cavaco Silva ter anunciado o apoio tácito do PPD/PSD à sua candidatura. Soares obteve uma esmagadora maioria de 70% — até hoje, a mais elevada votação de sempre em eleições presidenciais portuguesas em democracia —, tendo os restantes três candidatos (Basílio Horta, pelo CDS, Carlos Carvalhas pelo PCP e Carlos Marques pela UDP), obtido votações muito pouco expressivas.

## Candidatos

### Candidaturas admitidas
(por ordem de aparição no boletim de voto, sorteada pelo Tribunal Constitucional)
| Candidato | Candidato             | Cargos públicos e profissão | Apoio partidário                                               | Apresentação | Formalização | Notas |
| --------- | --------------------- | --- | -------------------------------------------------------------- | ------------ | ------------ | ----- |
|           | Basílio Horta (47)    | - Vice-Presidente (desde 1988) e Secretário-geral do CDS (desde 1990) - Ministro do Comércio e Turismo (1978, 1980-1981) - Deputado à Assembleia da República (1975-1980; 1983-1985; desde 1987) - Jurista           | - CDS – Partido Popular - Partido Popular Monárquico           |              |              |       |
|           | Mário Soares (66)     | - Presidente da República Portuguesa (desde 1986) - Primeiro-ministro de Portugal (1976-1978; 1983-1985) - Secretário-Geral do Partido Socialista (1973-1985) - Advogado                                             | - Partido Socialista - Partido Social Democrata (apoio tácito) |              |              |       |
|           | Carlos Carvalhas (49) | - Secretário-Geral Adjunto do PCP (desde 1990) - Deputado à Assembleia da República (1976-1980; desde 1983) - Deputado ao Parlamento Europeu (1989-1990) - Secretário de Estado do Trabalho (1974-1975) - Economista | - Partido Comunista Português                                  |              |              |       |
|           | Carlos Marques (42)   | - Dirigente do União Democrática Popular (desde 1975) - Engenheiro | - União Democrática Popular - Partido Comunista (Reconstruído) |              |              | [ 3 ] |

### Candidaturas não concretizadas
(candidaturas que, uma vez anunciadas, foram retiradas pelo próprio candidato antes de serem formalizadas junto do TC)
| Candidato | Candidato                  | Cargos públicos e profissão | Apoio partidário                 | Razão                                                                                             | Notas             |
| --------- | -------------------------- | --- | -------------------------------- | ------------------------------------------------------------------------------------------------- | ----------------- |
|           | Maria Amélia Santos (38)   | - Deputada ao Parlamento Europeu (desde 1989) - Deputada à Assembleia da República (desde 1985) - Professora | - Partido Ecologista "Os Verdes" | Desistiu a favor de Mário Soares.                                                                 | [ 4 ] [ 5 ] [ 6 ] |
|           | Francisco Lucas Pires (46) | - Deputado ao Parlamento Europeu (desde 1987) - Deputado à Assembleia da República (1976-1987) - Ministro da Cultura e Coordenação Científica (1981-1983) - Vice-presidente do Parlamento Europeu (1988-1989) - Presidente do CDS – Partido Popular (1983-1986) - Professor universitário |                                  | Desistiu por considerar que não conseguiria reunir o apoio dos maiores partido de centro-direita. | [ 7 ] [ 8 ]       |

### Candidaturas especuladas
(candidaturas não anunciadas)
- Nuno Krus Abecasis[9]

## Debates
Os debates para as eleições presidenciais 1991 foram transmitidos pela RTP1 e RTP2.
| Debates para as eleições presidenciais portuguesas de 1991 | Debates para as eleições presidenciais portuguesas de 1991 | Debates para as eleições presidenciais portuguesas de 1991 | Debates para as eleições presidenciais portuguesas de 1991 | Debates para as eleições presidenciais portuguesas de 1991 | Debates para as eleições presidenciais portuguesas de 1991 | Debates para as eleições presidenciais portuguesas de 1991 | Debates para as eleições presidenciais portuguesas de 1991 |   |   |   |        |
| Data                                                       | Emissora                                                   | Moderador(es)                                              | P Presente A Ausente N Não Convidado                       | P Presente A Ausente N Não Convidado                       | P Presente A Ausente N Não Convidado                       | P Presente A Ausente N Não Convidado                       | Refs                                                       |   |   |   |        |
| Data                                                       | Emissora                                                   | Moderador(es)                                              | Soares                                                     | Horta                                                      | Carvalhas                                                  | Marques                                                    | Refs                                                       |   |   |   |        |
| ---------------------------------------------------------- | ---------------------------------------------------------- | ---------------------------------------------------------- | ---------------------------------------------------------- | ---------------------------------------------------------- | ---------------------------------------------------------- | ---------------------------------------------------------- | ---------------------------------------------------------- | - | - | - | ------ |
| Data                                                       | Emissora                                                   | Moderador(es)                                              | 21 de novembro de 1990                                     | Rádio Renascença                                           | Vicente Jorge Silva Maria Elisa Domingues                  | P                                                          | Refs                                                       | A | P | P | [ 10 ] |
| 4 de dezembro de 1990                                      | RTP1                                                       | Mário Crespo                                               | N                                                          | N                                                          | P                                                          | P                                                          | [ 11 ] [ 12 ] [ 13 ] [ 13 ]                                |   |   |   |        |
| 6 de dezembro de 1990                                      | RTP1                                                       | Mário Crespo                                               | P                                                          | P                                                          | N                                                          | N                                                          | [ 14 ] [ 15 ] [ 13 ] [ 16 ]                                |   |   |   |        |
| 11 de dezembro de 1990                                     | RTP1                                                       | Mário Crespo                                               | P                                                          | N                                                          | P                                                          | N                                                          | [ 17 ] [ 18 ] [ 13 ]                                       |   |   |   |        |
| 13 de dezembro de 1990                                     | RTP1                                                       | Mário Crespo                                               | N                                                          | P                                                          | N                                                          | P                                                          | [ 13 ]                                                     |   |   |   |        |
| 19 de dezembro de 1990                                     | RTP1                                                       | Mário Crespo                                               | P                                                          | N                                                          | N                                                          | P                                                          | [ 19 ] [ 20 ] [ 13 ]                                       |   |   |   |        |
| 20 de dezembro de 1990                                     | RTP1                                                       | Mário Crespo                                               | N                                                          | P                                                          | P                                                          | N                                                          | [ 21 ] [ 22 ] [ 13 ]                                       |   |   |   |        |
| 21 de dezembro de 1990                                     | RTP2                                                       | Joaquim Furtado                                            | P                                                          | P                                                          | P                                                          | P                                                          | [ 23 ] [ 24 ] [ 13 ]                                       |   |   |   |        |

## Resultados oficiais
| Candidato               | Candidato               | Partidos apoiantes         | 1ª Volta  | 1ª Volta        |
| Candidato               | Candidato               | Partidos apoiantes         | Votos     | %               |
| ----------------------- | ----------------------- | -------------------------- | --------- | --------------- |
|                         | Mário Soares            | PS, PPD/PSD (apoio tácito) | 3 459 521 | 70,35 / 100,00  |
|                         | Basílio Horta           | CDS, PPM                   | 696 379   | 14,16 / 100,00  |
|                         | Carlos Carvalhas        | PCP                        | 635 373   | 12,92 / 100,00  |
|                         | Carlos Marques          | UDP, PC(R)                 | 126 581   | 2,57 / 100,00   |
| Votos Inválidos         | Votos Inválidos         | Votos Inválidos            | 180 914   | 3,54 / 100,00   |
| Total                   | Total                   | Total                      | 5 098 768 | 100,00 / 100,00 |
| Eleitorado/Participação | Eleitorado/Participação | Eleitorado/Participação    | 8 202 212 | 62,16 / 100,00  |
| Fonte                   | Fonte                   | Fonte                      | [ 25 ]    | [ 25 ]          |

## Resultados por Círculo Eleitoral
| Círculo eleitoral | %    | %    | %    | %   |
| Círculo eleitoral | MS   | BH   | CC   | CM  |
| ----------------- | ---- | ---- | ---- | --- |
| Açores            | 80,7 | 13,0 | 3,2  | 3,1 |
| Aveiro            | 77,3 | 15,3 | 5,5  | 1,9 |
| Beja              | 54,1 | 5,9  | 36,5 | 2,6 |
| Braga             | 77,5 | 13,8 | 7,1  | 1,7 |
| Bragança          | 67,5 | 25,4 | 5,1  | 2,1 |
| Castelo Branco    | 71,6 | 9,2  | 16,2 | 3,0 |
| Coimbra           | 76,9 | 12,2 | 8,8  | 2,1 |
| Évora             | 54,0 | 8,2  | 35,4 | 2,4 |
| Faro              | 72,4 | 12,5 | 12,0 | 3,1 |
| Guarda            | 71,3 | 20,4 | 6,0  | 2,4 |
| Leiria            | 72,4 | 18,2 | 7,2  | 2,2 |
| Lisboa            | 64,9 | 15,0 | 17,0 | 3,1 |
| Madeira           | 67,2 | 22,9 | 3,5  | 6,4 |
| Portalegre        | 64,3 | 10,3 | 25,0 | 2,5 |
| Porto             | 76,5 | 12,4 | 9,2  | 1,9 |
| Santarém          | 69,0 | 13,2 | 15,0 | 2,9 |
| Setúbal           | 55,8 | 8,4  | 31,8 | 4,0 |
| Viana do Castelo  | 75,3 | 15,0 | 7,6  | 2,2 |
| Vila Real         | 75,1 | 17,9 | 5,1  | 1,9 |
| Viseu             | 75,4 | 17,7 | 5,1  | 1,8 |
| Portugal          | 70,4 | 14,2 | 12,9 | 2,6 |

## Ligações Externas
- Comissão Nacional de Eleições.